# Conflicto indo-pakistaní de 2025
El conflicto indo-pakistaní de 2025, denominado oficialmente como Operación Sindoor (en hindi: ऑपरेशन सिन्दूर, romanizado: Ôparēśan Sindūr, en inglés: Operation Sindoor) por el gobierno de la India, inició con los bombardeos estratégicos del 7 de mayo de 2025, cuando la Fuerza Aérea India lanzó ataques con misiles contra Pakistán, dirigidos contra lo que denominó infraestructura terrorista en el país musulmán y principalmente en la parte de la Cachemira administrada desde Islamabad. Los ataques fueron una respuesta al ataque de Pahalgam de 2025, atribuido al separatista y nacionalista cachemir Frente de Resistencia, que mató al menos a 28 civiles, en su mayoría turistas hindúes. India acusó a Pakistán de apoyar a los atacantes. La operación intensificó las tensiones en el enfrentamiento entre India y Pakistán de 2025, con origen en el conflicto de Cachemira. Según las autoridades pakistaníes, los ataques con misiles causaron la muerte de al menos tres civiles, incluido un niño, y heridas a al menos otros 12.
En las primeras horas del 10 de mayo, India acusó a Pakistán de lanzar ataques con misiles contra bases aéreas indias, incluida la base aérea de Sirsa. India respondió con ataques contra varias bases aéreas de Pakistán, incluidas Nur Khan, Rafiqi y Murid. A medida que el conflicto se intensificaba el 10 de mayo, Pakistán lanzó su operación denominada Operación Bunyan-un-Marsoos, en la que dijo haber atacado varias bases militares indias.
Tras el conflicto militar de cuatro días, India y Pakistán anunciaron el 10 de mayo de 2025, tras una comunicación telefónica directa entre sus directores generales de Operaciones Militares (DGMO). El alto el fuego se ha mantenido, con la reanudación de los vuelos comerciales y la normalidad reportada por ambos países.

## Antecedentes
El conflicto de Cachemira, vigente desde 1947, ha alimentado múltiples guerras y escaramuzas entre India y Pakistán por la región en disputa. El 22 de abril de 2025, un ataque terrorista en Pahalgam, Jammu y Cachemira, causó la muerte de 26 civiles y fue reivindicado por el Frente de Resistencia, una rama de Lashkar-e-Toiba. India acusó a Pakistán de respaldar el ataque, lo que provocó medidas diplomáticas, como la expulsión de diplomáticos y la amenaza de suspender el Tratado de las Aguas del Indo. Ambas naciones se involucraron en maniobras militares: Pakistán realizó pruebas de misiles balísticos el 3 de mayo de 2025 e India realizó ejercicios militares.

## Ataques

### Ataques indios

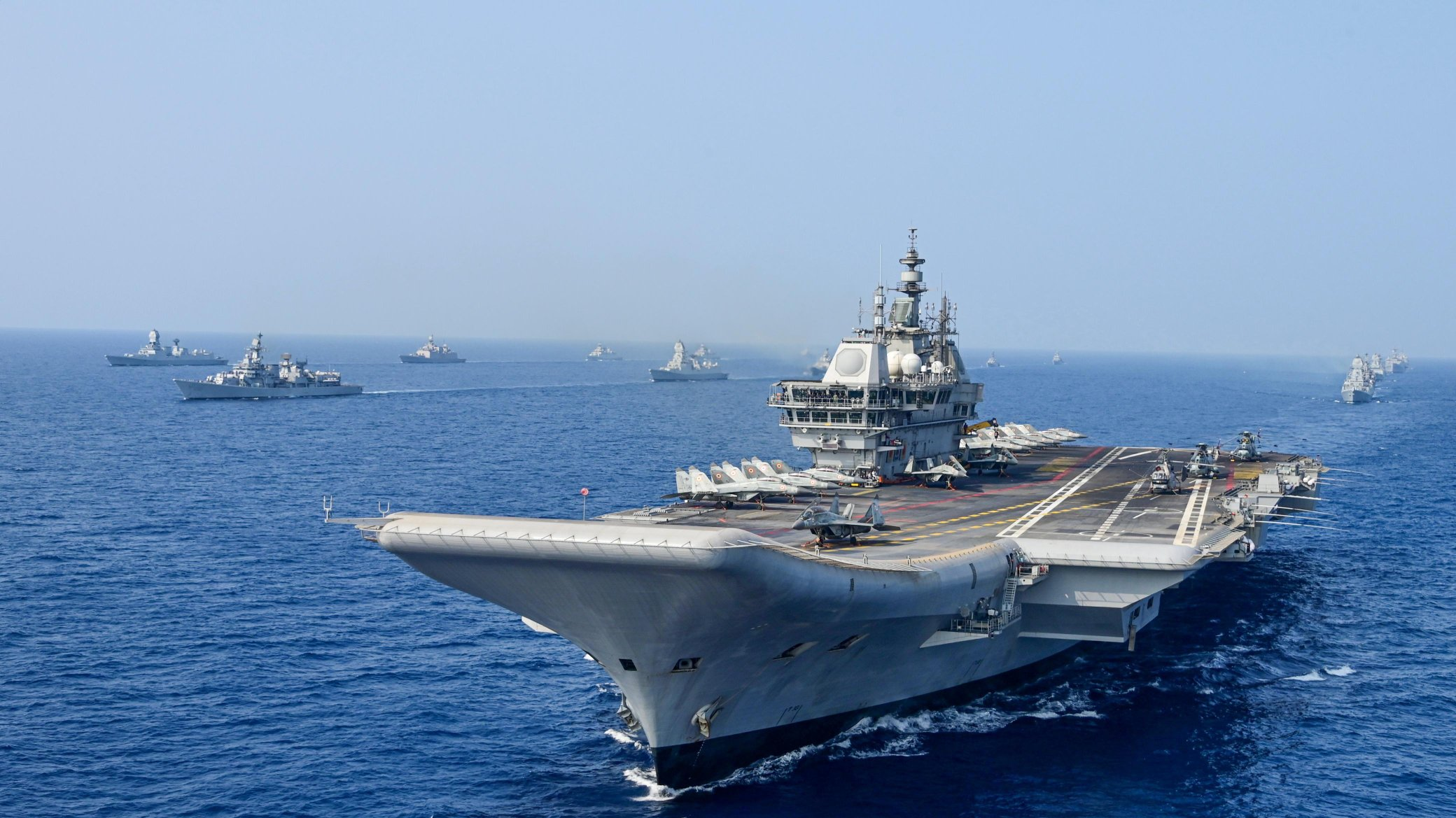
El Grupo de Batalla del portaaviones indio INS Vikrant (CGB) se desplegó durante la Operación Sindoor.

El 7 de mayo de 2025, las Fuerzas Armadas de la India lanzaron la llamada «Operación Sindoor», con veinticuatro ataques dirigidos contra nueve lugares en la Cachemira administrada por Pakistán (Muzaffarabad y Kotli) y la provincia de Punjab de Pakistán (Bahawalpur), es decir, a través de la Línea de Control y la frontera internacional.
El gobierno de la India describió los ataques como «concentrados, medidos y sin escalada», dirigidos contra la infraestructura terrorista vinculada a Lashkar-e-Toiba y Jaish-e-Mohammed, sin que ninguna instalación militar paquistaní fuera alcanzada.
La Fuerza Aérea de la India desplegó los aviones Rafale armados con misiles SCALP y bombas AASM Hammer en la Operación Sindoor, de 23 minutos de duración, a primera hora de la mañana del 7 de mayo de 2025. Según Jaish-e-Mohammed, el ataque aéreo indio en Bahawalpur mató a 10 miembros de la familia del líder Masood Azhar, además de cuatro colaboradores cercanos.
Un general pakistaní afirmó que los ataques se llevaron a cabo sin que aviones indios entraran en el espacio aéreo pakistaní. Los ataques provocaron explosiones y un apagón en Muzaffarabad. Maryam Nawaz, ministra principal de la provincia pakistaní de Punyab, instó a los residentes a permanecer en sus hogares. Los residentes de Srinagar informaron de una intensa actividad de cazas de combate sobre sus cabezas. El Ejército indio publicó un comunicado en Twitter, declarando, «Se ha hecho justicia», con la etiqueta #PahalgamTerrorAttack y posteriormente difundió imágenes de los objetivos alcanzados durante la operación. El ejército indio afirmó que Pakistán disparó contra Bhimber Gali, una aldea en Cachemira.
El ministro de Defensa de Pakistán, Khawaja Asif, dijo inicialmente que soldados indios fueron tomados prisioneros y aviones fueron derribados. Pakistán aclaró más tarde que ningún soldado indio había sido tomado prisionero. Pakistán afirmó que India atacó a civiles inocentes, y que niños murieron en los ataques. Uno de los lugares afectados por los ataques indios fue la mezquita Bilal en Muzaffarabad, con daños reportados por Reuters. BBC News señaló un informe local de que un complejo educativo fue atacado en Muridke que incluía una escuela y un colegio para niños y una clínica médica.
Los medios de comunicación indios informaron que India derribó un caza JF-17 pakistaní.

### Ataques paquistaníes
Un comunicado de la oficina del primer ministro de Pakistán afirmó que fueron derribados cinco aviones de combate (tres Rafale, un MiG-29 y un Su-30MKI) y varios drones indios. También afirmaron haber destruido un IAI Heron. Un alto funcionario de inteligencia francés declaró a CNN que Pakistán derribó un avión de combate Rafale indio, la primera pérdida de un Rafale en combate.
Reuters informó que fuentes del gobierno local de la India dijeron a Reuters que tres aviones de combate se habían estrellado en la India.
| Ubicación             | Antes del ataque (imagen de satélite) | Después del ataque (imagen de dron) |
| --------------------- | ------------------------------------- | ----------------------------------- |
| Mehmoona Joya         |                                       |                                     |
| Kotli Abbas           |                                       |                                     |
| Sarjal, Sialkot       |                                       |                                     |
| Markaz Taiba, Muridke |                                       |                                     |

## Análisis
El conflicto fue objeto de un amplio análisis por parte de varios columnistas, y varios analistas señalaron que no hubo un ganador claro.
Según Mujib Mashal, corresponsal del New York Times, el papel de la India fue firme y agresivo, y posiblemente estableció un nuevo nivel de disuasión con Pakistán. El Times señaló que, en sus ataques iniciales, la India atacó objetivos más adentrados en territorio enemigo que en décadas anteriores y lo suficientemente cerca de lugares vinculados con «actividades terroristas» como para declararse victoriosa contra estos grupos. El NYT informó que la India se sintió frustrada tras las afirmaciones públicas del presidente estadounidense Donald Trump de mediar en un alto el fuego, presentando a ambos países como iguales y minimizando el ataque terrorista que desencadenó el conflicto, y que la India esperaba que cualquier intervención estadounidense fuera discreta. La presentación de Donald Trump de ambos países en igualdad de condiciones fue considerada por los funcionarios indios como políticamente sensible y diplomáticamente frustrante.
Los corresponsales del New York Times, Agnes Chang, Pablo Robles y Mujib Mashal informaron que las imágenes satelitales de alta resolución antes y después demostraron claramente la ventaja de la India al atacar las instalaciones militares y aeródromos de Pakistán.
Los corresponsales del New York Times, Mujib Mashal y Alex Travelli, informaron que el resultado del conflicto fue «poco más que un empate». Señalaron que, a pesar de que India dañó hangares y pistas de importantes bases aéreas pakistaníes, perdió varias aeronaves en duelos aéreos. Afirmaron que el conflicto había supuesto un revés estratégico para India, que se vio equiparada con Pakistán, un país más pequeño y débil al que las autoridades indias califican de patrocinador deshonesto del terrorismo. Añadieron que, diplomáticamente, India parecía impotente para resolver el conflicto y que el espectro de una guerra nuclear limitaba sus posibilidades militares.
Según The Washington Post, la celebración de Pakistán de que el «alto el fuego con India restableció la disuasión» podría estar «empañando una evaluación lúcida» y que el «statu quo regional se había visto alterado» con ataques más agresivos por parte de India, incluido un ataque al cuartel general militar de Pakistán. Walter Ladwig, profesor titular de relaciones internacionales en el King's College de Londres y experto en seguridad del sur de Asia, declaró a The Washington Post que los ataques aéreos indios contra la infraestructura militar pakistaní en el conflicto fueron «los más extensos desde la Guerra de 1971». Además, añadió que «atacar tantas instalaciones militares en Pakistán al mismo tiempo refleja un cambio deliberado» y que India está «tratando los ataques terroristas como motivo de represalias militares convencionales». Por otro lado, The Washington Post informó que las supuestas pérdidas de aeronaves indias constituirían una humillación para el ejército indio, según los analistas.
Christopher Clary, profesor de la Universidad de Albany y experto en relaciones entre India y Pakistán, declaró a The Washington Post que la evidencia satelital respalda la afirmación de que el ejército indio infligió daños significativos, aunque no devastadores, a la fuerza aérea de Pakistán en varias bases orientales.
Según Al Jazeera, los analistas sostienen que ninguna de las partes salió con una ventaja definitiva, y ambas naciones obtuvieron ciertas ganancias estratégicas aun cuando también sufrieron pérdidas. Al Jazeera informó además que los analistas notaron que las ganancias de Pakistán incluyeron la internacionalización de la cuestión de Cachemira y el derribo de aviones, mientras que las ganancias de la India implicaron destacar el presunto terrorismo con base en Pakistán y demostrar un mayor alcance militar a través de la frontera.
Según el Financial Times, tanto India como Pakistán se atribuyen la victoria, pero el «alto el fuego dio a Islamabad la ventaja diplomática», mientras que la intervención estadounidense colocó a India, la «quinta economía más grande, con lo que ve como un estado rebelde que apoya al terrorismo».
Según Manal Fatima, del Atlantic Council, la guerra pareció unificar a las fuerzas políticas pakistaníes fracturadas a nivel nacional y resultó en que Pakistán obtuviera una ventaja diplomática sobre India en relación con la participación de Trump en las negociaciones de alto el fuego. Según Srujan Palkar, miembro global del Consejo Atlántico, la Operación Sindoor «expuso un desequilibrio en la política estadounidense hacia el sur de Asia». El experto señaló que, si Estados Unidos quería seguir construyendo confianza con India, debía «responsabilizar a la clase dirigente pakistaní de desempeñar su papel en la lucha contra el terrorismo», así como considerar la revocación del estatus de Pakistán como Aliado Principal No OTAN (MNNA).
Según el periódico francés Le Monde, esta operación militar contra Pakistán reveló las debilidades de la Fuerza Aérea India, y que el éxito de la Fuerza Aérea de Pakistán se debió al entrenamiento superior y la experiencia de combate de la mayoría de los pilotos, ya que habían estado librando continuas campañas aéreas antiterroristas en las Áreas Tribales Administradas Federalmente, mientras que India se había mantenido en gran medida en paz. Sin embargo, afirmó: «Esta nueva gran confrontación militar, la cuarta desde la partición y creación de Pakistán, no produjo vencedores, a diferencia de las tres guerras anteriores ganadas por India».
Según el periódico suizo Neue Zürcher Zeitung, el supuesto derribo de un avión Rafale indio (fabricado en Francia) por un sistema de defensa aérea pakistaní (fabricado en China) genera preocupación por las tecnologías militares occidentales. Afirmó que la Operación Sindoor de la India «resultó un desastre», ya que no logró eliminar sus objetivos rápidamente, sin ser detectados y sin pérdidas, y que los pilotos indios encontraron una feroz resistencia. A pesar de la afirmación de la India de que Pakistán estaba detrás de los ataques de Pahalgam y su intención de dar una respuesta punitiva, la operación resultó en grandes pérdidas para la India.
Según Umair Jamal, corresponsal en Pakistán de la revista The Diplomat, Pakistán sale «envalentonado» tras los enfrentamientos con India. Afirma que el conflicto unificó al país, que el ejército pakistaní ha ganado popularidad y que los líderes políticos ahora ven la necesidad de fortalecer las fuerzas armadas. Cree que Pakistán logró una victoria diplomática al actuar con moderación y considera la intervención estadounidense un avance positivo. Afirma que la intervención estadounidense ha favorecido más a Pakistán que a India.
El analista geopolítico estadounidense Brandon Weichert, que escribe para The National Interest, describió el duelo aéreo entre ambos países como una victoria inequívoca para Pakistán, en la medida en que los observadores occidentales no esperaban que el equipo fabricado en China fuera capaz de derribar los Rafale.
El oficial retirado de la Armada India y analista C. Uday Bhaskar declaró a Deutsche Welle: «India y el primer ministro Narendra Modi tuvieron que responder al ataque del 22 de abril porque los partidos de la oposición y los usuarios de redes sociales estaban difundiendo vídeos de Modi criticando al ex primer ministro Manmohan Singh por no tomar represalias tras los atentados de Bombay de 2008. Por lo tanto, Modi tuvo que demostrar que podía aplicar la política india de «ataques transfronterizos» atacando lugares como Muridke y Bahawalpur, en la provincia pakistaní de Punjab». Bhaskar añadió que «esta narrativa refuerza la imagen agresiva de la «India bajo el liderazgo de Modi», que sigue una política de línea dura y tolerancia cero contra el terrorismo. Respalda la narrativa de Modi como «protector de los hindúes», lo que conlleva beneficios electorales. Las próximas elecciones a la asamblea de Bihar pondrán a prueba esta narrativa».
El geoestratega y columnista indio Brahma Chellaney escribió en The Hill que «Trump socavó la alianza estratégica de Estados Unidos con India» al rescatar a Pakistán mediante un préstamo de 2.400 millones de dólares del FMI, lo que presenta una falsa equivalencia entre India (objetivo del terrorismo) y Pakistán (autor del terrorismo).
La politóloga estadounidense C. Christine Fair escribió en Foreign Policy que, en respuesta al ataque militante en Pahalgam, «India tuvo que intensificar sus esfuerzos», lo que hizo atacando los supuestos campamentos terroristas de Lashkar-e-Taiba y Jaish-e-Mohammadin en la provincia central de Punjab, Pakistán. La Dra. Fair señaló además que Pakistán utiliza sus bombas nucleares para chantajear a la comunidad internacional, que teme actuar contra él.